# Europa-Park
Europa-Park là công viên vui chơi giải trí và công viên chủ đề lớn nhất ở Đức. Theo AECOM-Theme-Index 2014, Europa-Park nằm trong danh sách 25 công viên chủ đề được viếng thăm nhiều nhất trên thế giới, và sau Disneyland Paris là công viên chủ đề thứ hai nhiều khách nhất châu Âu, và công viên chủ đề nhiều khách nhất tính theo mùa trên thế giới.
Europa-Park nằm ở Rust, ở tây nam nước Đức, giữa Freiburg và Strasbourg, Pháp. Một tổng diện tích khoảng 950.000 m² chia ra 17 vùng chủ đề, thường là theo từng quốc gia trong khối Liên minh châu Âu, hơn 100 phương tiện cho khách vui chơi và một số chương trình show diễn. Công viên bao gồm năm khách sạn, khu cắm trại và một rạp chiếu phim.
Riêng vầ tàu lượn, công viên có 13 tàu lượn, cổ nhất là Alpen Express, và mới nhất là Arthur, một tàu lượn ở trong và ngoài nhà và kết hợp đi xe tối.Năm 2015 tàu Alpen Express đã được kết hợp với kính thực tế ảo VR. Europa-Park có xấp xỉ 50.000 khách mỗi ngày. Có hơn 5,5 triệu du khách viếng thăm trong năm 2015, tạo ra một tổng doanh thu ước tính 30 triệu EUR mỗi năm.
Những khu chủ đề theo quốc gia:
| - Ý (1982) - Hà Lan (1984) - Vương Quốc Anh (1988) - Pháp (1989) | - Áo (1992) - Scandinavia (1992) - Thụy Sĩ (1993) - Tây Ban Nha (1994) - Đức (1996) | - Nga (1998) - Hy Lạp (2000) - Bồ Đào Nha (2005) - Iceland (2009) - Ireland (2016) |

## Hình ảnh

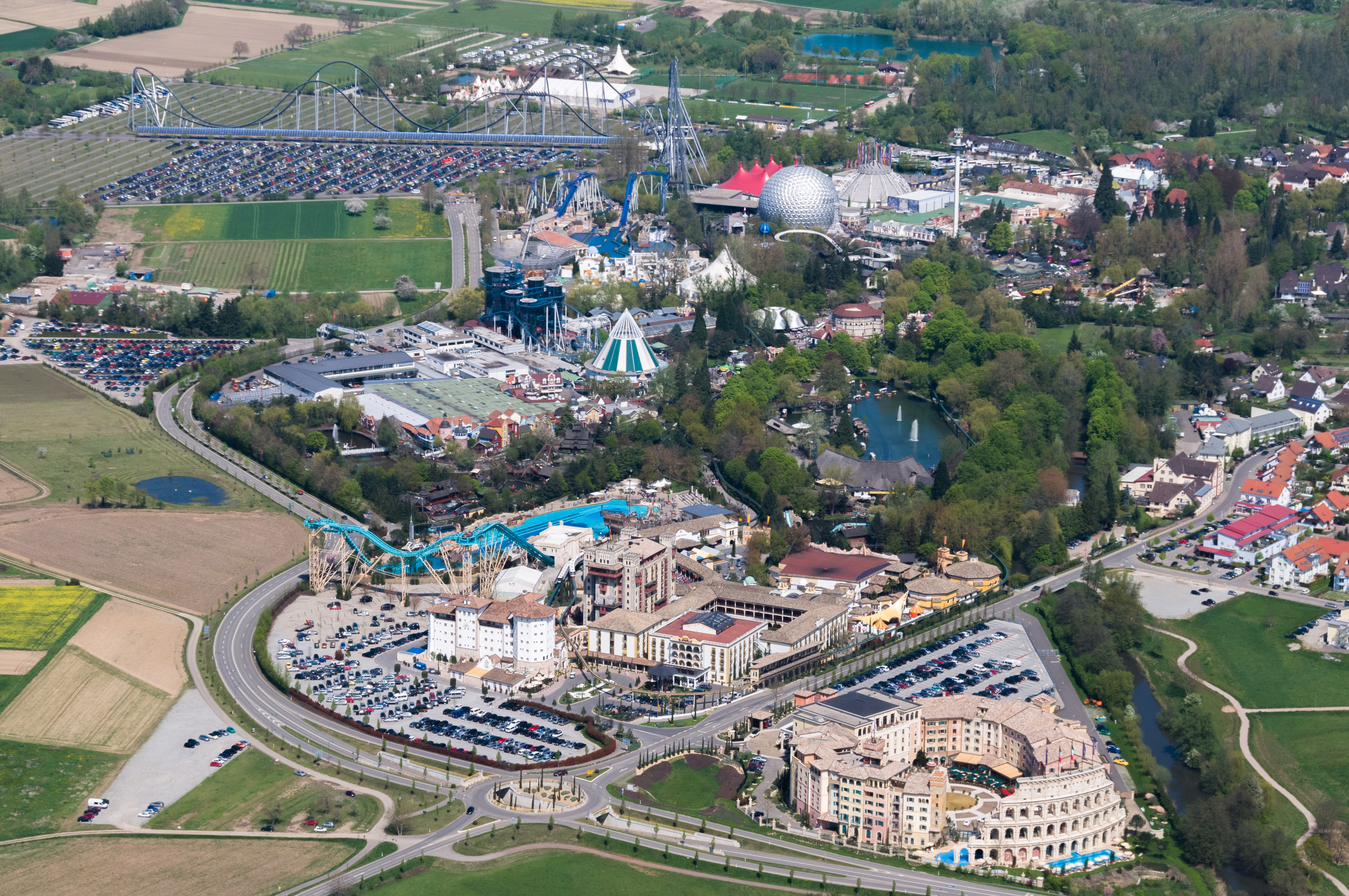
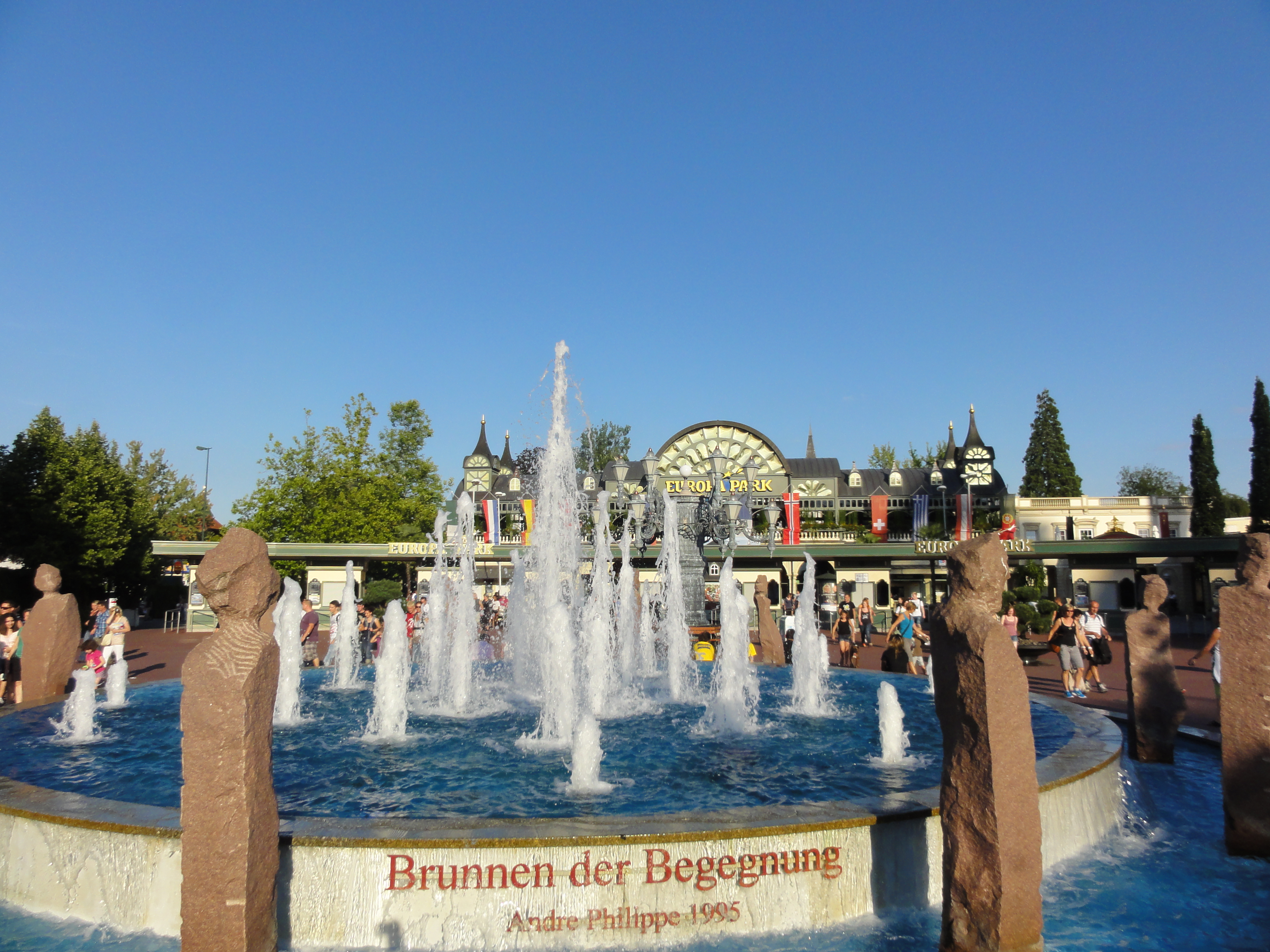
Cổng vào
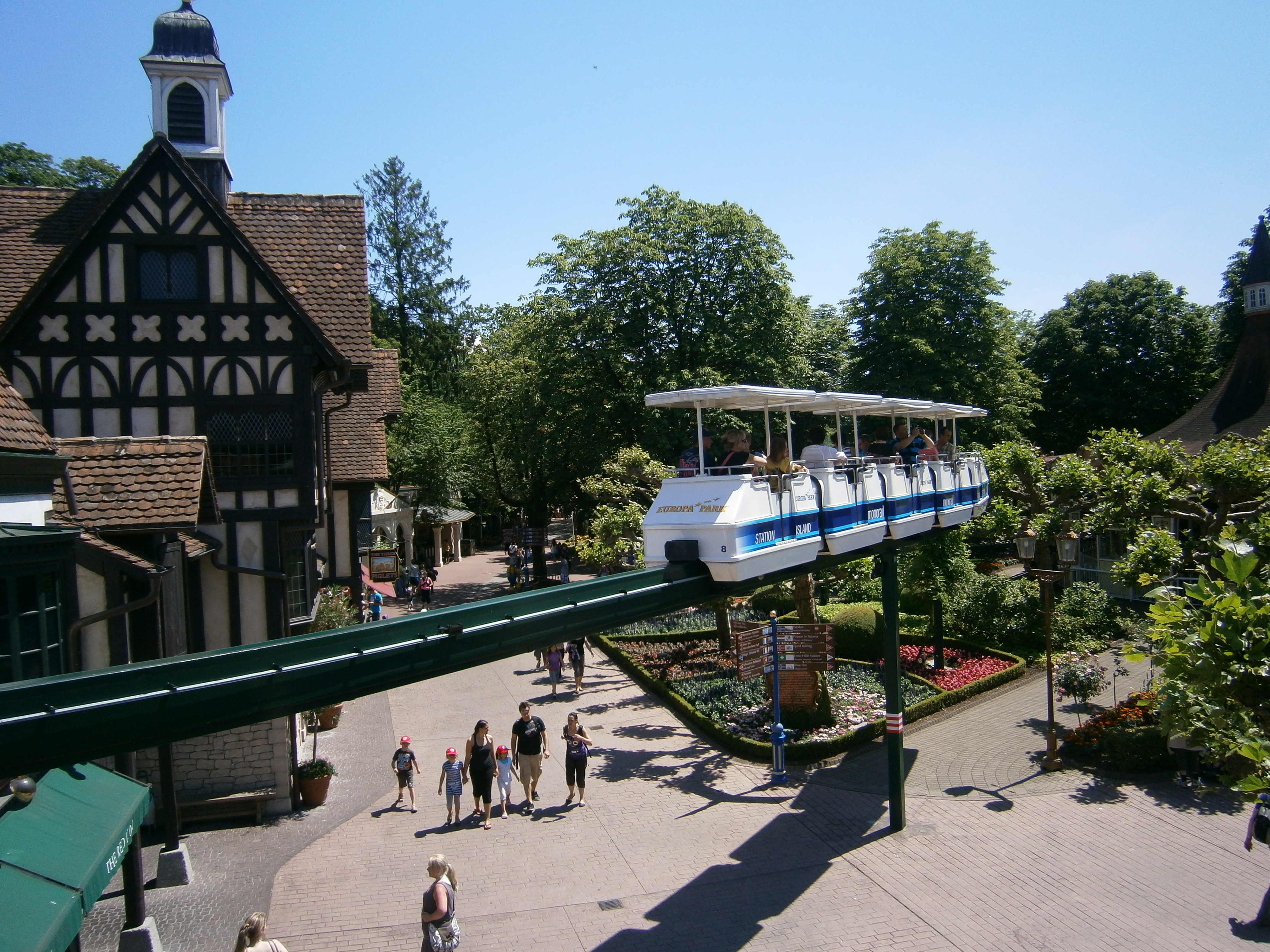
Tàu liên kết các khu vực trong công viên
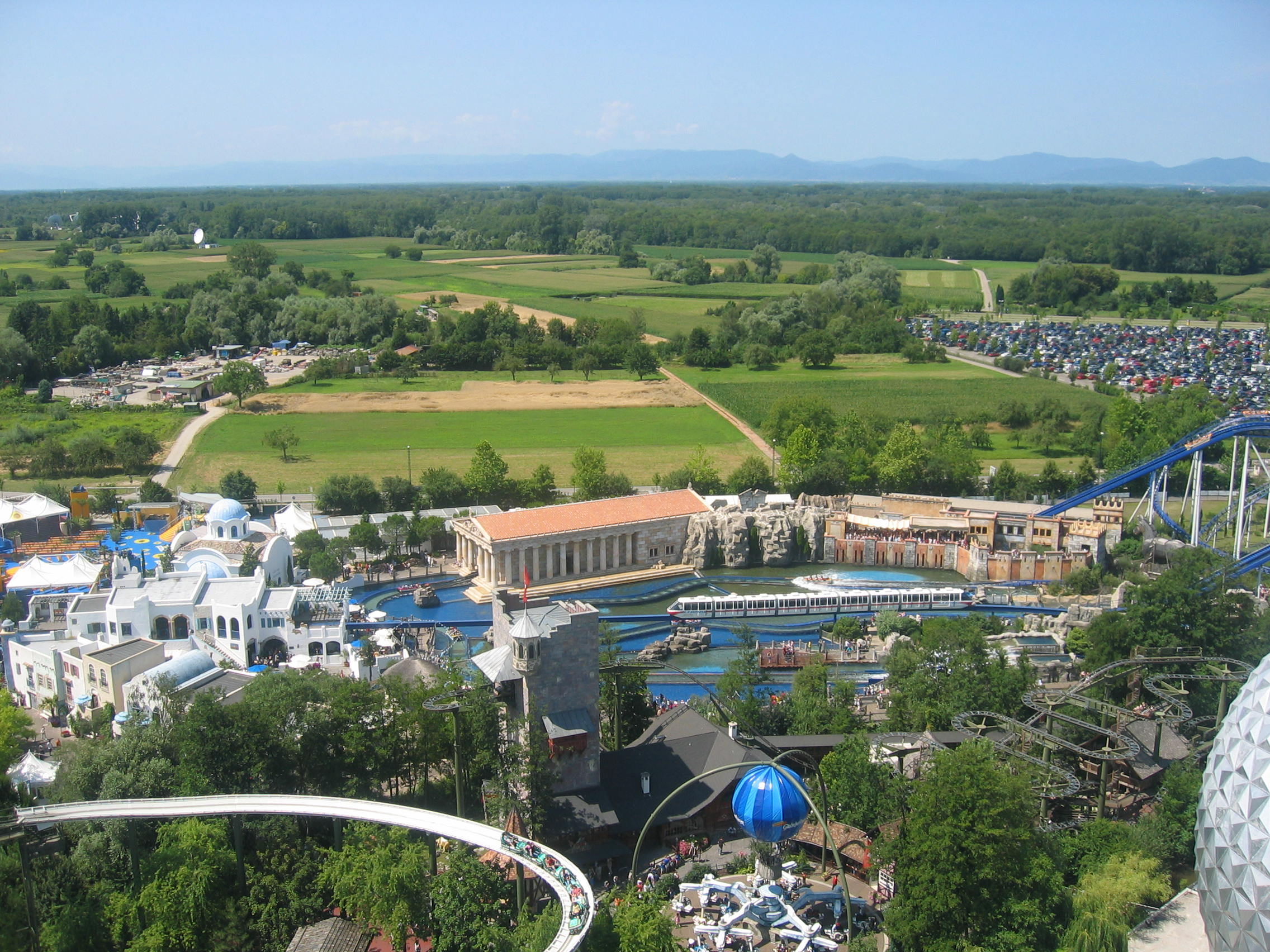
Khu chủ đề Hy Lạp
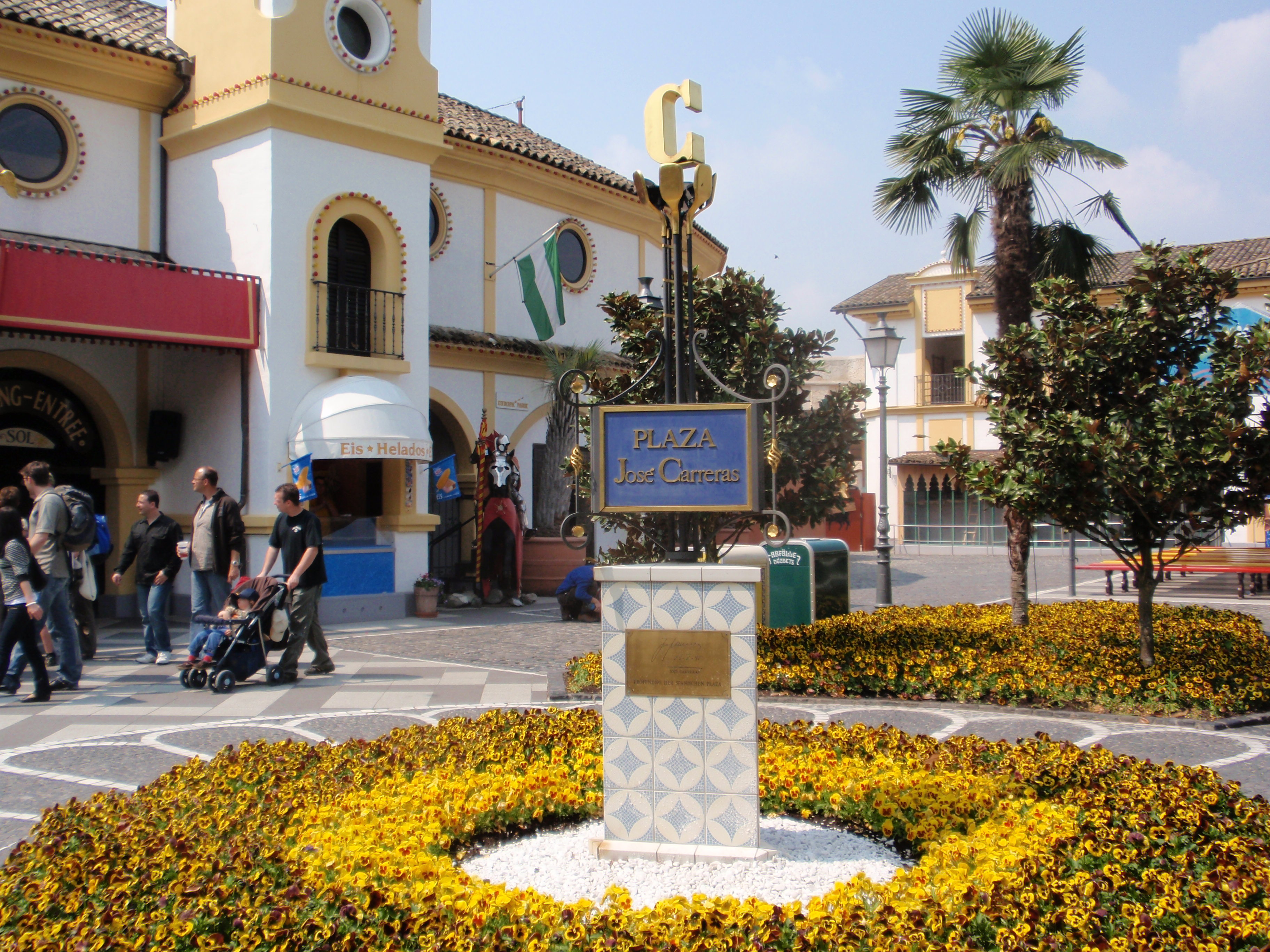
Quảng trường José Carreras trong khu Tây Ban Nha
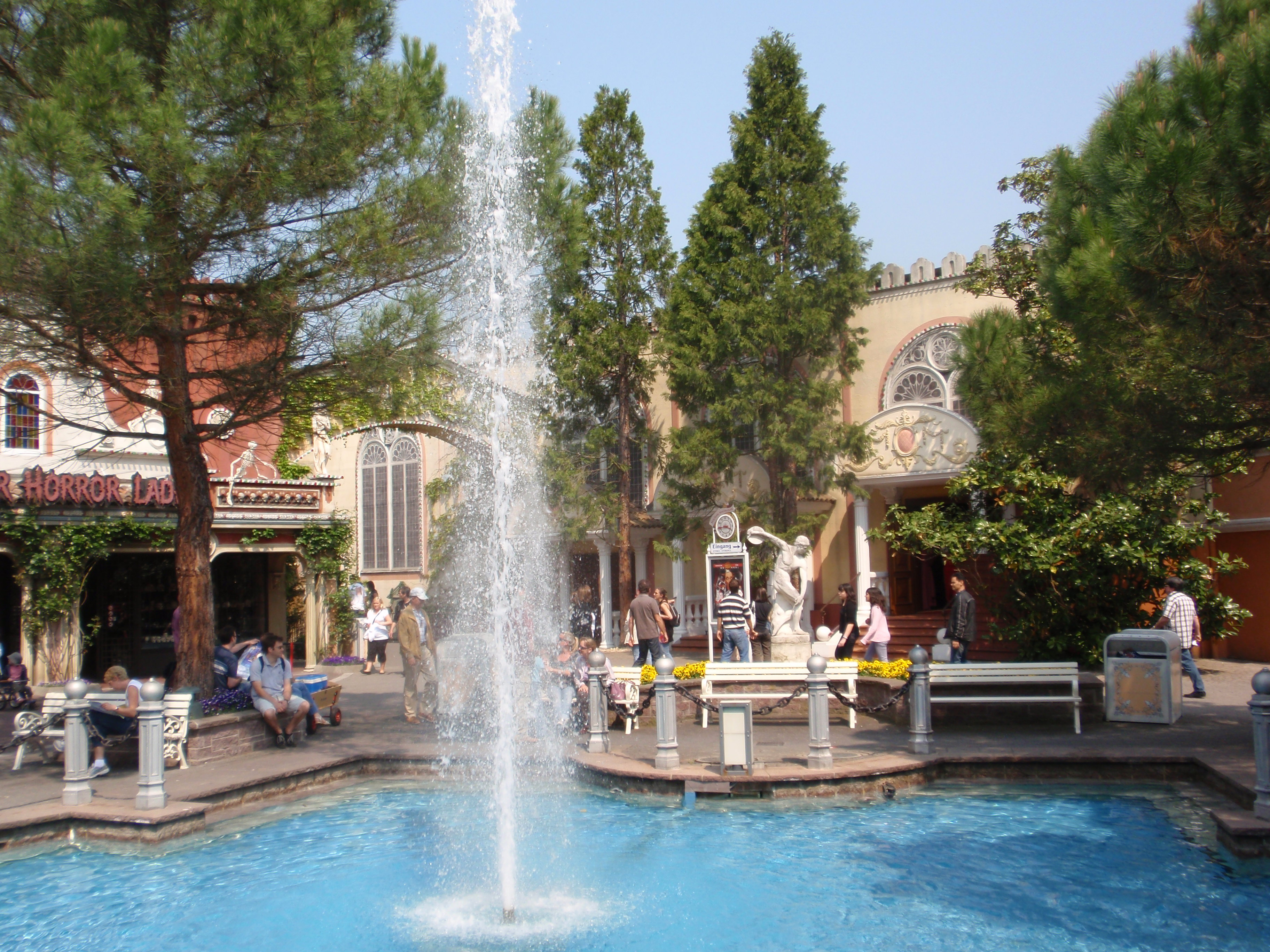
Trong khu Ý
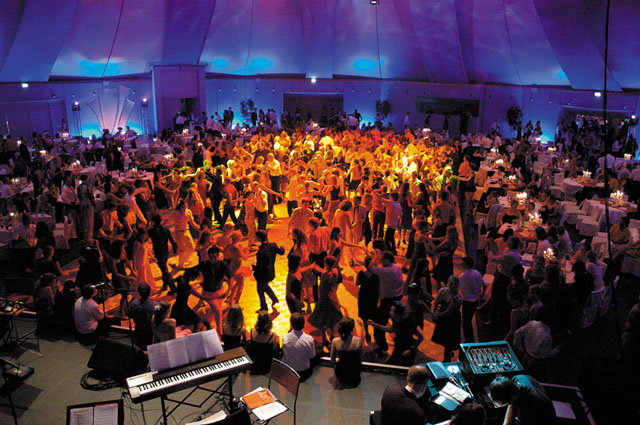
Euro Dance Festival năm 2007
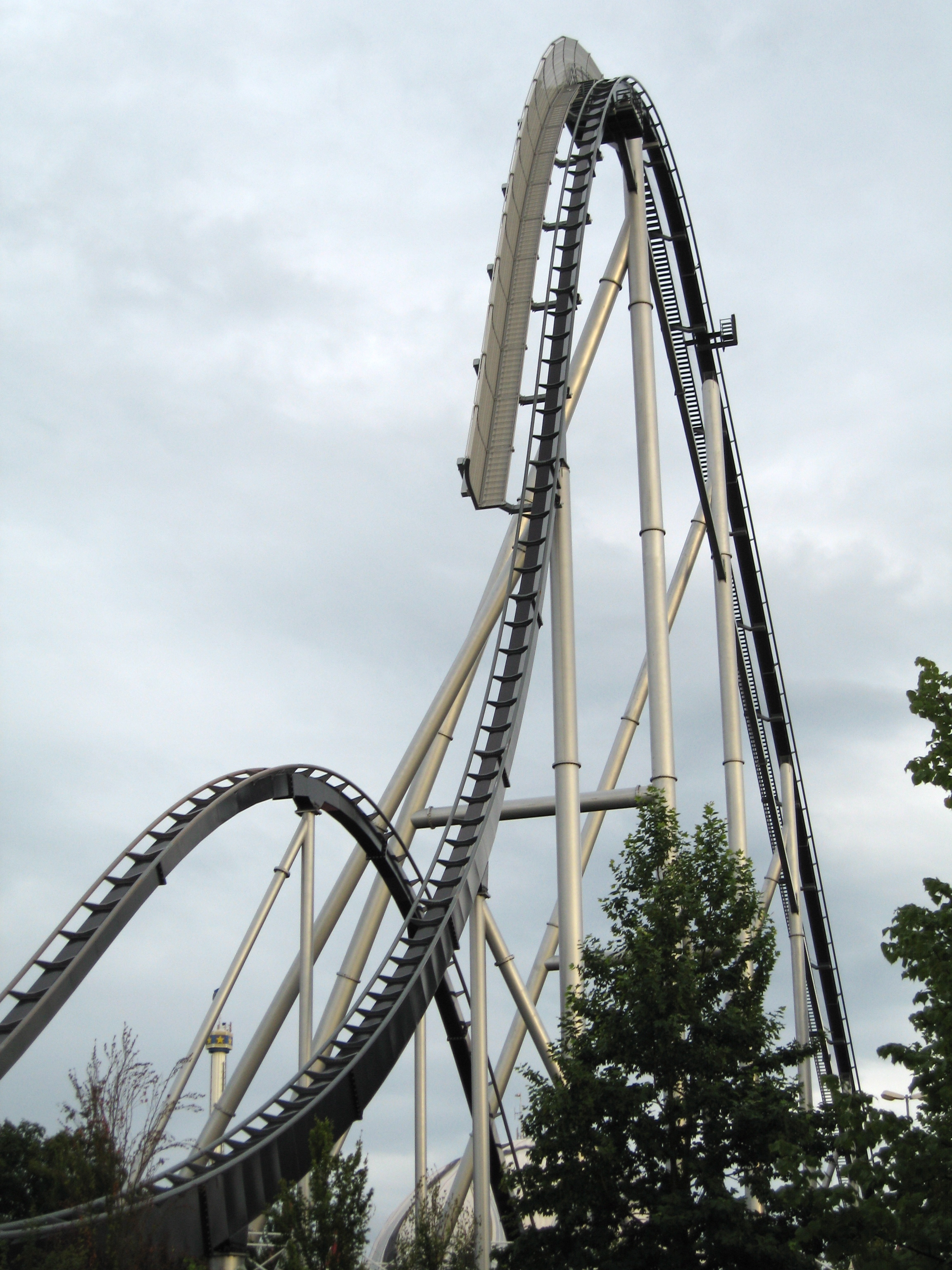
Tàu lượn Silver Star
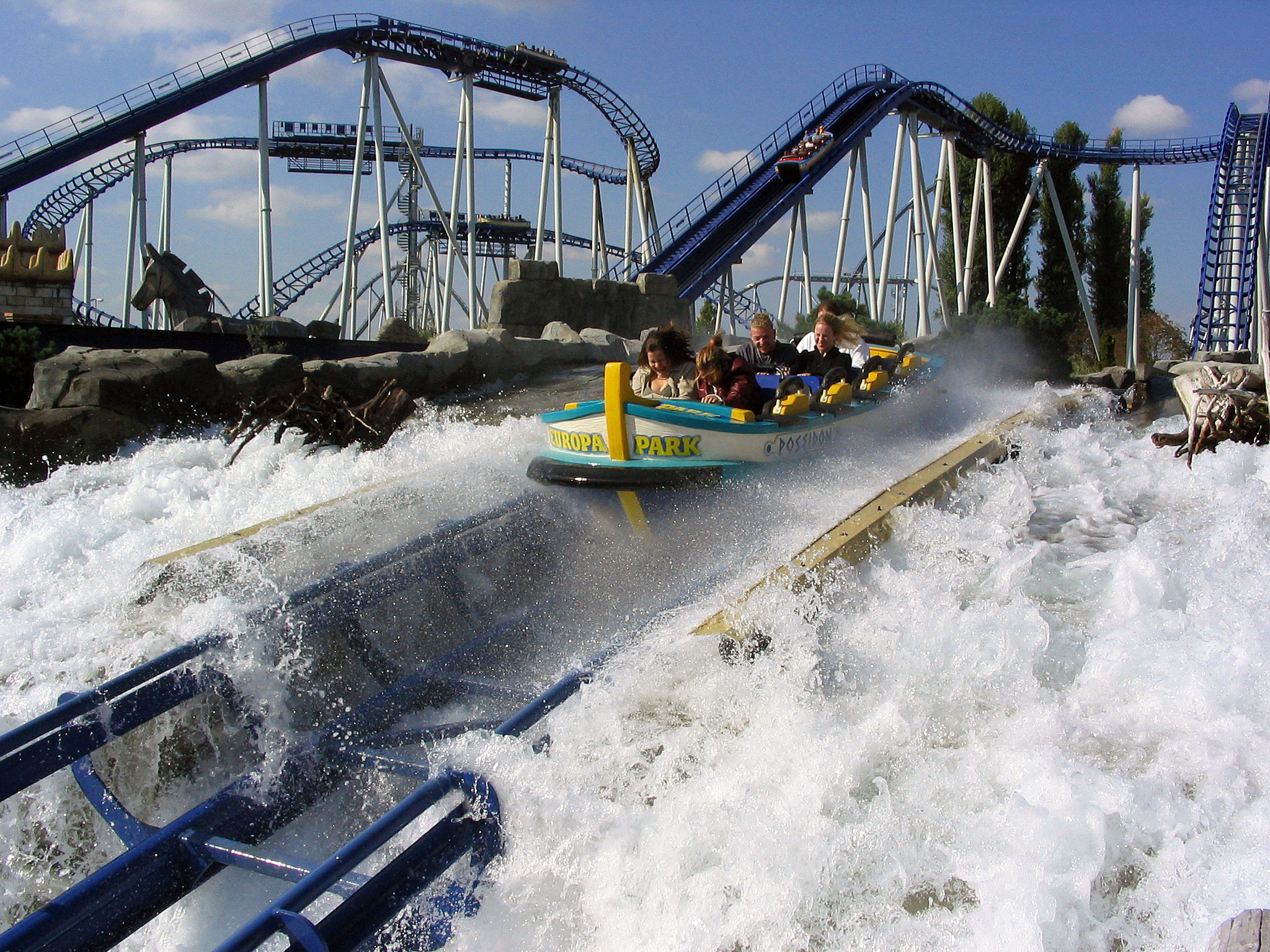
Tàu lượn trên nước Poseidon
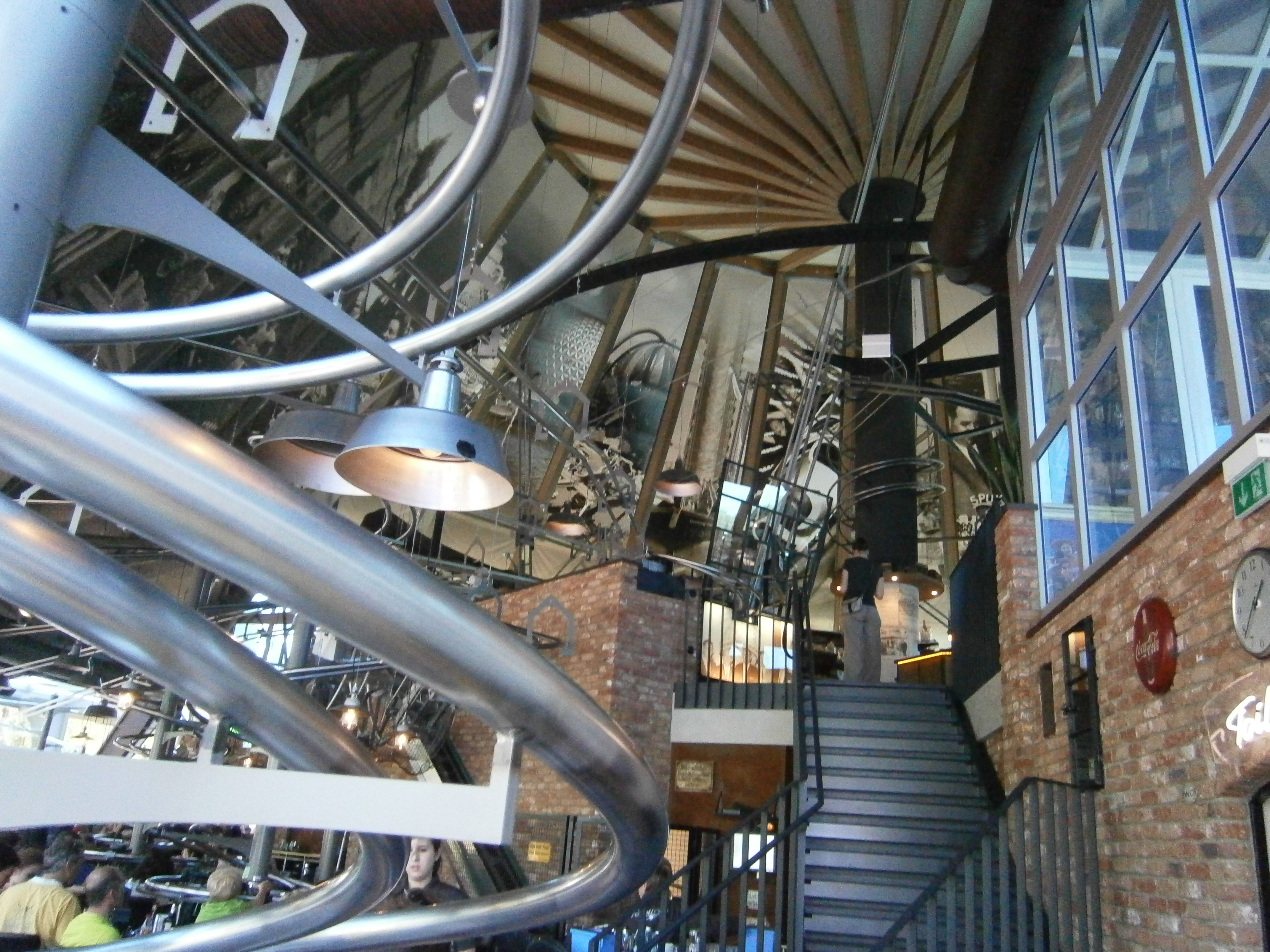
Nhà hàng FoodLoop
- Video tàu lượn Blue Fire cao 35m